# معركة تكريت (2015)
معركة تكريت الثانية هي معركة استعادت فيها القوات العراقية مدينة تكريت عاصمة محافظة صلاح الدين العراقية. ودارت المعركة بين القوات العراقية (قوات حكومية، والحشد الشعبي و700 إلى 1،000 مقاتل من عشائر سنية متحالفة) التي لها دعم (ويتضمن الدعم سلاح، وعتاد، وتجهيزات، وتقديم الإستشارة) من إيران، ضد تنظيم داعش من جهة أخرى. كانت تكريت التي تقع شمال بغداد وسامراء والمتاخمة لنهر دجلة قد وقعت في أيدي داعش بعد تحركات هائلة من قبل التنظيم خلال هجوم له في يونيو 2014.

## خلفية
اقتحم مقاتلو التنظيم الداعش تكريت في حزيران 2014 أثناء هجوم خاطف في شمال العراق ووسطه وبعد السيطرة علي مجمع القصور الذي بني في تكريت أثناء حكم الرئيس السابق صدام استخدموه كمقر لهم. وتمت السيطرة علي المدينة على مدى عشرة أشهر تقريبا.شنت القوات الحكومية العراقية عدة عمليات عسكرية في محاولة منها لاستعادة بعض المناطق شمال بغداد، ولكنها فشلت مرات في استعادته.
تتمتع تكريت بأهمية رمزية واستراتيجية. فهي مسقط رأس الرئيس الأسبق صدام حسين، وفيها ثقل لحزب البعث المنحل الذي يعتقد أن بعض قادته في المدينة تعاونوا مع التنظيم داعش، وأيضاً استعادة السيطرة على مدينة تكريت تمثل خطوة على طريق تحرير الموصل ثاني كبرى مدن العراق والتي يسكنها نحو مليوني نسمة.

## سير المعركة
في يوم 2 مارس عام 2015، شنت الحكومة العراقية عملية عسكرية واسعة لاستعادة تكريت بمشاركة قوات من الجيش والشرطة العراقية،إضافة إلى بعض العشائر السنية، وقوات الحشد الشعبي.
و تقدمت القوات الأمنية بشكل بطيء بسبب وجود العبوات الناسفة والطرق المفخخة، وبهدف تحقيق تقدم على الأرض بأقل الخسائر، في حين كان هناك غطاء جوي مكثف من قبل طيران التحالف الدولي وطيران الجيش العراقي والقوة الجوية.

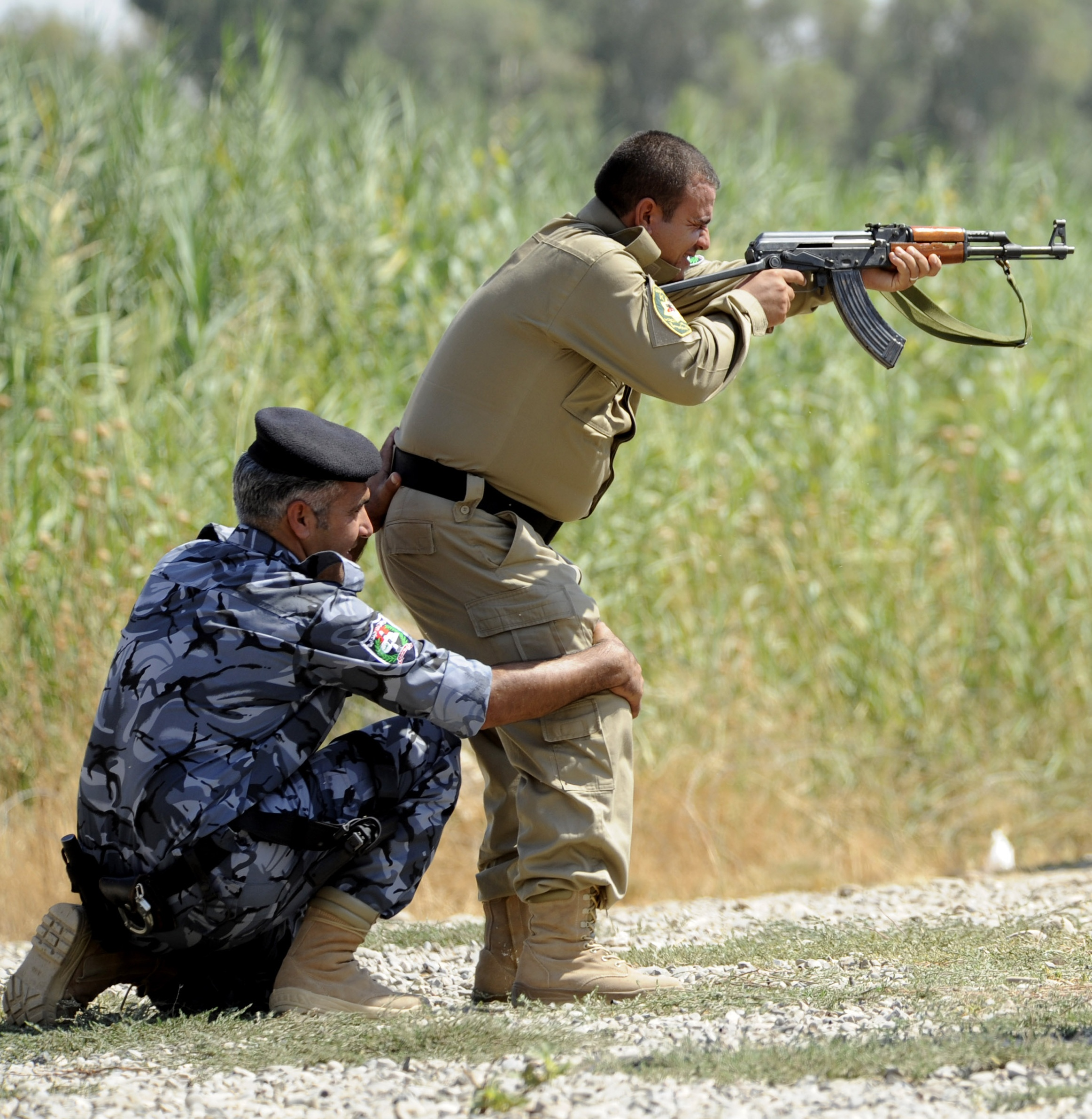
الشرطة العراقي يزعم أنها شاركت في عدد من الانتهاكات الخطيرة لحقوق الإنسان أثناء معركة تكريت الثانية.

في 5 مارس 2015, شن تنظيم داعش هجوما على قوات الأمن العراقية في قرية المعبيدي ،شرق تكريت، وبعد اشتباكات عنيفة تمكنت القطعات العسكرية من الوصول إلى مناطق تل كصيبة ومشارف الدور والبوعجيل والسيطرة على حقل عجيل النفطي بعد طرد عناصر داعش منه.
خلال الأيام القليلة تجمعت القوات الحكومية، وحاصرت تكريت من ثلاث جهات. ثم تمكنت من استعادة بعض القرى جنوب المدينة بدعم الدبابات وراجمات الصواريخ والمدفعية.
وفي يوم 10 مارس سيطرت القوات على بلدة العلم الواقعة على الطرف الشمالي من تكريت مما مهد الطريق لهجوم على المدينة ذاتها.
و بعد ما سيطرت القوات الأمنية مع الحشد الشعبي على جميع مداخل تكريت توقفت عن الزحف إلى قلب المدينة لإعطاء المسلحين فرصة لتسليم أنفسهم.
في يوم 11 مارس بدأ الجيش العراقي وقوات «الحشد الشعبي» عملية عسكرية واسعة لتحرير مدينة تكريت من سيطرة تنظيم داعش، وذلك من خلال التقدم من أربعة محاور، بعد استكمال حصار المدينة التي تمكن الجيش من دخول كافة أحيائها ووصول تعزيزات عسكرية للقوات الحكومية.
فدخل المقاتلين مدينة تكريت وتقدموا من الشمال والجنوب في أكبر هجوم واستولوا على جزء من حي القادسية الشمالي في حين قوة أخرى تقدمت من الجنوب باتجاه وسط المدينة الواقعة على نهر دجلة.
ثم تمكنت القوات من رفع العلم العراقي فوق المستشفى العام جنوب تكريت.و دخلت منطقة القصور الرئاسية شرق تكريت، من محورين.
وتعرضت المناطق المتبقية من تكريت إلى قصف مكثف بالمدفعية الثقيلة، ومراقبة مكثفة من الطائرات العراقية.
ثم بدأت القوات هجومها على مركز مدينة تكريت عبر منطقة الديوم.
و واصلت زحفها بهدف السيطرة على مركز مدينة تكريت.
وجهت حكومة رئيس الوزراء حيدر العبادي طلباً إلى التحالف الدولي الذي يضم ستين بلداًَ بقيادة واشنطن بتوجيه ضربات جوية على تكريت.و بدات طائرات التحالف في 25 مارس، تنفيذ ضربات على تكريت، واعلن التحالف انه نفذ أكثر من 36 ضربة جوية، لتحرير المدينة.
لكن ضربات التحالف الجوية قصفت مقر قوات الحشد الشعبي في جامعة تكريت في 27 مارس وهذا ما ولّد الكثير من الشكوك لدي الحشد الشعبي.
استأنفت القوات العراقية عمليات تحرير تكريت بعد خمسة أيام من توقفه بسبب قصف التحالف الاميركي.فتمكنّت القوات من إحداث اختراقات فجّرت مواجهات على شكل حرب عصابات في عدّة مناطق كان أبرزها في حيّ الزهور.بالتوازي، ساندت قوة من الجيش بالمدفعية والصواريخ القوات المتقدّمة، القوة المساندة نجحت في ضرب مجاميع لـ «داعش»، والأهداف التي حدّدها القادة في الميدان.
و في 31 مارس سيطرت القوات العراقية وقوات الحشد الشعبي على مدينة تكريت بالكامل بعد معارك عنيفة مع مسلحي داعش. وتم رفع العلم العراقي فوق مبنى المحافظة وسط المدينة وأعلن رئيس الوزراء العراقي حيدر العبادي تحرير مدينة تكريت بالكامل مؤكداً أنّ «تكريت تحررت بدماء العراقيين وحدهم.»
أن القوات العراقية فرضت سيطرتها كذلك على مجمع القصور الرئاسية في تكريت، التي كانت تعود للرئيس الأسبق صدام حسين، والبالغ عددها 13 قصرا.
في 2 أبريل تواصلت القوات استعداداتها لتطهير المناطق من الألغام والمتفجرات التي تنتشر في كل مكان. فالقوات تفكك العديد من المنازل المفخخة فيما انفجرت منازل أخرى، ويأتي ذلك ضمن خطة أمنية لتأمين المدينة. وهذه العبوات الناسفة وحجم الدمار قد يؤخر عودة الأهالي إلى ديارهم. فالمدينة تحتاج إلى جهد هندسي جبار.

## معرض صور

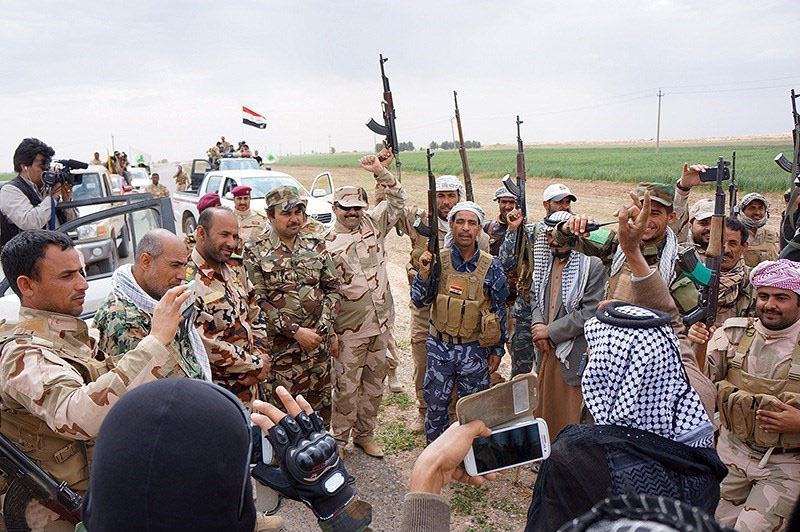
احتفال أبناء المناطق من العشائر بقوات الحشد الشعبي بعد تحرير المدينة
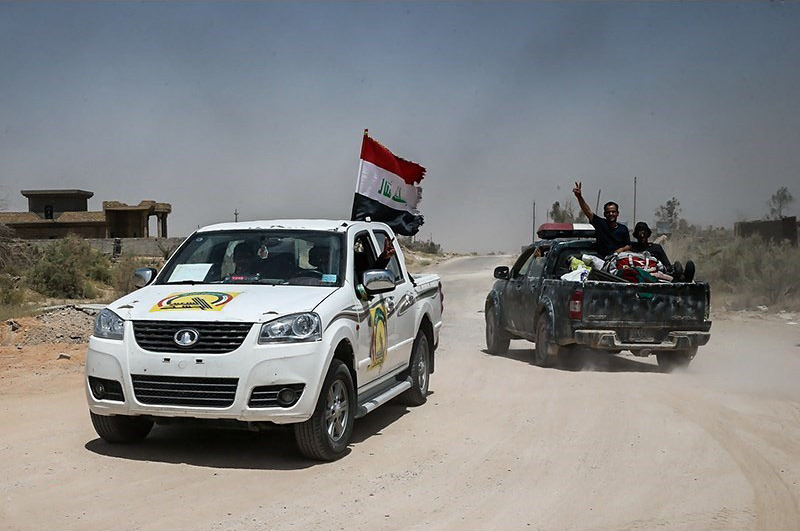
بعض المركبات البسيطة المستخدمة من قبل الحشد الشعبي
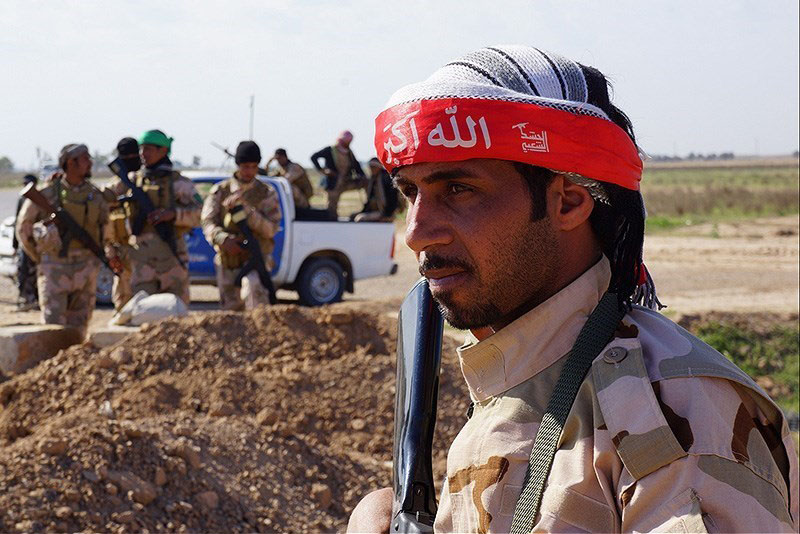
مقاتل من الحشد الشعبيّ مع أفراد الجيش العراقي خلال المعركة
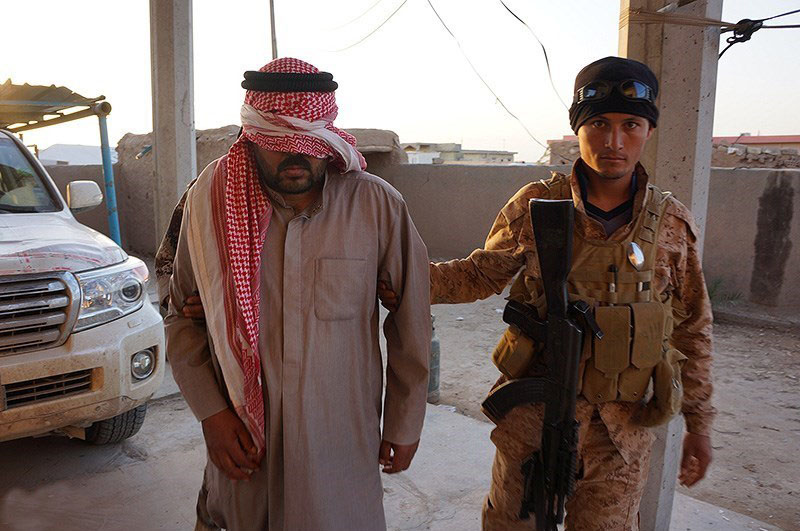
آسير من داعش خلال معركة تكريت
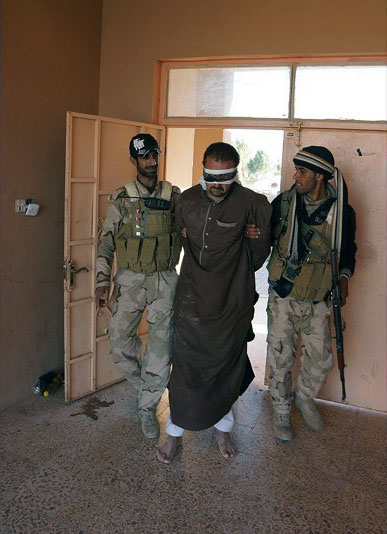
أسير من داعش خلال معركة تحرير مدينة تكريت
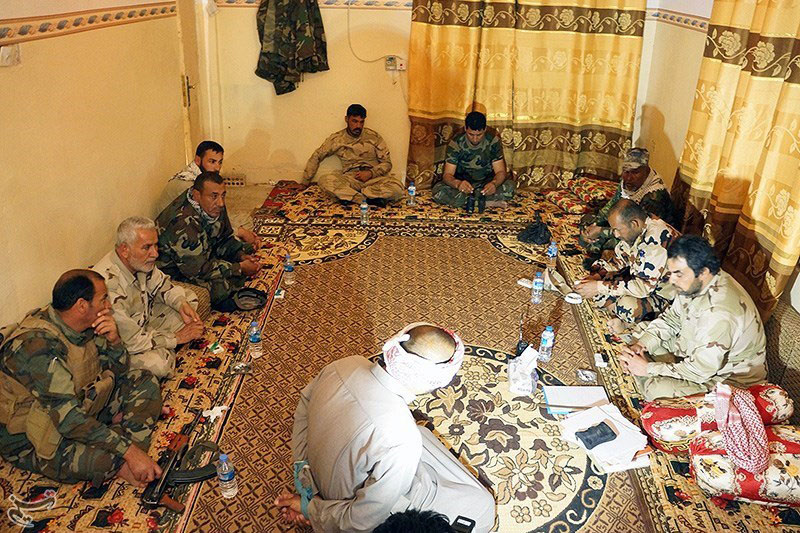
مقاتلين من الحشد خلال تحقيق مع أحد قيادي داعش